# Left & Right - Documenti dal vivo
Left & Right - Documenti dal vivo è il decimo disco dal vivo di Francesco De Gregori, registrato durante il tour estivo del 2007 e pubblicato il 23 novembre dello stesso anno.
Peculiarità dell'album è il fatto che non sia stato mixato, allo scopo di ottenere una maggiore immediatezza e un minore perfezionismo.

## Tracce
1. Numeri da scaricare - 6:41 -  (Francesco De Gregori)
2. Compagni di viaggio - 6:24 -  (Francesco De Gregori)
3. Un guanto - 6:49 -  (Francesco De Gregori)
4. Mayday - 5:03 -  (Francesco De Gregori)
5. La leva calcistica della classe '68 - 5:01 -  (Francesco De Gregori)
6. L'agnello di Dio - 5:26 -  (Francesco De Gregori)
7. La donna cannone - 4:49 -  (Francesco De Gregori)
8. Caldo e scuro - 6:49 -  (Francesco De Gregori)
9. Vai in Africa Celestino - 4:38 -  (Francesco De Gregori)
10. La valigia dell'attore - 4:44 -  (Francesco De Gregori)
11. Buonanotte fiorellino - 6:23 -  (Francesco De Gregori)
12. Il bandito e il campione - 5:36 -  (Luigi Grechi)

## Formazione
- Francesco De Gregori - voce, chitarra, armonica a bocca
- Alessandro Valle - chitarra
- Lucio Bardi - chitarra
- Paolo Giovenchi - chitarra
- Alessandro Arianti - tastiere, pianoforte
- Guido Guglielminetti - basso
- Stefano Parenti - batteria